# 심야다방
서인의 심야다방은 매일 밤 12시부터 새벽 2시까지 방송되었던 MBC 표준FM의 클래식 음악, 팝 음악 전문 라디오 프로그램이다. 이 프로그램은 전국방송이다. 2020년 11월 16일부터 2023년 11월 19일까지 3년 만에 폐지되었다.

## DJ
- 서인 아나운서 (남)

## 코너
매일 코너
- 달밤에 퀴즈
- 친애하는 당신에게
- 오늘의 ~싶어요

요일 코너
- 월~수 : 심야 플레이리스트
- 목 : 오늘 뭐 먹지? (G. 노중훈 여행작가)
- 금 : 한밤의 재즈카페 (G. 배준PD)
- 토·일 : 한장의 추억 (G, 조아름 음악작가)

## 같이 보기
관련 항목
- 클래식 음악
- 팝 음악

방송 프로그램
- 사랑의 리퀘스트 (KBS 협력 제작국 제작)
- 희망풍경, 효도우미 0700, 나눔 0700 (EBS 1TV)
- 세상에서 가장 아름다운 여행 (SBS TV)